# 平賀勇成
平賀 勇成（ひらが ゆうせい、2000年〈平成12年〉3月20日-）は日本の舞台俳優、モデル。
岩手県盛岡市出身。オムニア所属。

## 来歴
男子高校生ミスターコン2017にて北海道・東北グランプリを受賞。
2020年4月18日からメンズアイドルグループmicc.のメンバーとして活躍。2023年1月24日に俳優業に専念したい思いから卒業。

## 人物
趣味として1970年・80年・90年代の音楽を聴くことや、怖い話を挙げている。
特技はバスケットボール。

## 出演

### テレビ番組
- バズリズム02（2020年、日本テレビ）
- 土曜ナイトドラマ「もしも、イケメンだけの高校があったら」（2021年、テレビ朝日）- 平賀瑞樹 役[6]
- 全力アピール アダムシアター（2022年、TBS）
- 0.5D（2024年放送予定、BS日テレ）[7]

### 舞台
- 『祝粉』（2018年10月29日 - 11月4日、渋谷ガバスコガ）- 山吹 役[8]
- 『The Stage 神々の悪戯 光と炎の約束』（2019年4月13日 - 21日、新宿村LIVE）- アンサンブル[9]
- 『ご町内デュエル』（2019年7月31日 - 2019年8月4日、高島平バルスタジオ）- 氏家役[10]
- 朗読劇『男おいらん』（2019年9月7日 - 9月9日、デュオステージBBs）- 柾木役[11]
- 『リライト』（2020年2月11日 - 16日、中目黒キンケロ・シアター）- 一条一・クラッシャージョー役[12]
- 絶響MUSICA THE STAGE（2020年7月8日 - 13日、俳優座劇場）シャルル・茉莉・アントルモン役[13]
- 『アイ★チュウ ザ・ステージ』- 麗朔空役[14][15][16]
  - 『アイ★チュウ ザ・ステージ ～Apres la pluie～』（2020年10月16日 - 18日、シアター1010）[17]
  - 『アイ★チュウ ザ・ステージ ～Apres la pluie～』（2020年10月21日 - 25日、東京建物Brillia HALL）[17]
  - 『アイ★チュウ ザ・ステージ 〜Le musée tricolore〜』（2022年5月19日 - 23日、シアター1010）[18]
  - 『Live!!!!アイ★チュウ ザ・ステージ～Éclat des fleurs～』（2023年2月18日 - 19日、新宿文化センター 大ホール）[19]
  - 『アイ★チュウ ファイナルシーズンVol.2〜Persona / Bal masque〜』（2025年8月20日 - 24日〈予定〉、ところざわサクラタウン）[20]
- 舞台『元号男子』（2021年3月14日 - 3月20日、PIA LIVE STREAM）- 平成役[21]
- 音楽劇『男おいらん～歌舞繚乱～』（2021年6月30日 - 7月4日、新宿村LIVE）[22]
- 舞台『プレイタの傷』- 鷲峰ラン役[23]
  - 舞台『プレイタの傷』（2021年11月12日 - 14日、京都劇場）[23]
  - 舞台『プレイタの傷』（2021年11月18日 - 21日、ヒューリックホール東京）[23]
- TAIYOMAGICFILM本公演 『時分自間旅行』（2021年）- ゲスト出演
- ドラマチックライブステージ 『アイドルマスター SideM』（2022年6月16日 - 26日、天王洲 銀河劇場）- 眉見鋭心役[24]
- 舞台『DARKNESS HEELS〜THE LIVE〜2022』（2022年9月15日 - 20日、シアター1010）- ヒュース・アーディ役[25]
- MUSICAL 追憶のアンブレラ ～VOICE 2023～（2023年4月5日 - 9日、川崎市アートセンター アルテリオ小劇場）- 記者あゆむ役[26]
- 舞台『桜姫東文章』（2023年5月3日 - 10日、こくみん共済 coop ホール/スペース・ゼロ）- 松井源吾役[27]
- 桜花浪漫堂 朗読劇『人間失格』（2023年10月27日 - 30日〈予定〉、I'M A SHOW） - ツネ子 / 竹一 役[28]
- SEPT presents『DREAM TELLER』（2023年11月30日 - 12月3日、こくみん共済 coop ホール/スペース・ゼロ）[29]
- 獣愛ブースト音楽劇『Lamento -BEYOND THE VOID-』（2024年2月16日 - 25日、ステラボール） - アサト 役[30]
- ワーキング・ステージ『ビジネスライクプレイ3』（2024年5月3日 - 11日、新宿FACE）[31]
- 青山オペレッタ THE STAGE 〜ピエナ・クラシコ / 始まりの刻〜（2024年11月21日 - 27日、新宿村LIVE） - 横澤寿泉 役[32]
- 人狼系推理バトル【レジスタンスイレブン〜潜春と謀略の交差点〜】（2025年2月28日 - 3月2日、CBGKシブゲキ!!）[33]
- 舞台『東京リベンジャーズ』-The LAST LEAP-（2025年6月26日 - 29日、COOL JAPAN PARK OSAKA WWホール / 7月3日 - 10日、KAAT神奈川芸術劇場 ホール） - 柴八戒 役[34]

### イベント
- HADO ACTORS CUP Vol.3（2022年）
- 『ACTORS☆LEAGUE in Basketball 2022』（2022年）
- グラブルフェス2022-2023（2023年、東京ビッグサイト）

## ディスコグラフィ

### キャラクターソング
- ドラマチックライブステージ『アイドルマスター SideM』 ST@GE SONG COLLECTION（2022年10月19日、ASOBINOTES） - 眉見鋭心 役
  - 「Don't U Worry」
  - 「Our Colorful Stage!!!」
  - 「DRIVE A LIVE（ドラマチックライブステージver.）」